# Хьюитт, Джеймс, 1-й виконт Лиффорд
Джеймс Хьюитт, 1-й виконт Лиффорд (англ. James Hewitt, 1st Viscount Lifford; 28 апреля 1712 — 28 апреля 1789) — англо-ирландский политик, юрист и судья.

## Происхождение
Родился 28 апреля 1712 года в Ковентри, графство Уорикшир, Англия. Старший сын торговца тканями из Ковентри, Уильяма Хьюитта (1683—1747) и Ханны Льюис (? — 1760). В эпоху классового сознания его происхождение было своего рода помехой, а его манеры «маленького городка» были предметом недобрых комментариев на протяжении всей его жизни. Хьюитт использовал свое влияние в первом правительстве Рокингема, чтобы обеспечить должность своего младшего брата, Уильяма Хьюитта (1719—1781), в качестве комиссара по продаже уступленных земель в Британской Вест-Индии.

## Карьера
Джеймс Хьюитт сначала работал клерком у адвоката. К 1742 году он стал барристером. Быстро продвигаясь по юридической профессии, его карьера достигла апогея, когда в 1767 году он стал лордом-канцлером Ирландии, и занимал эту должность до своей смерти в 1789 году .
9 января 1768 года он был возведен в звание пэра Ирландии как барон Лиффорд из Лиффорда в графстве Донегол, а 8 января 1781 года для него был создан титул виконта Лиффорда в графстве Донегол (Пэрство Ирландии).
Он был избран членом Палаты общин Великобритании от Ковентри с 1761 по 1766 год. Его не очень уважали как парламентария: его коллеги-депутаты жаловались, что его речи были почти неслышны.

## Характер и репутация
Лорд Лиффорд создал себе репутацию лорда-канцлера Ирландии: до этого он имел репутацию «скучного, тяжеловесного юриста», невдохновляющего, хотя и «безопасного» депутата парламента и человека посредственного интеллекта, который болезненно осознавал свое довольно скромное происхождение. Даже правительство, которое его выбрало, восхваляя его как хорошего юриста и честного человека, сомневалось, что у него есть необходимая сила характера, чтобы быть эффективным лордом-канцлером, в то время как английская скамья отреагировала на его назначение всеобщим насмешками.
Они быстро оказались неправы: в течение двух лет после прибытия в Ирландию лорд Лиффорд заслужил самые высокие похвалы как судья. Его эффективность в ведении дел была настолько велика, что, как говорят, практически все судебные разбирательства по вопросам справедливости в его время направлялись в Канцелярию (возможно, это отчасти объяснялось тем, что Казначейский суд, имевший конкурирующую юрисдикцию по вопросам справедливости, был печально известен своей медлительностью и неэффективностью; ранее в этом столетии его описывали как находящегося в состоянии «смятения и беспорядка, не поддающегося исправлению»).
Адвокаты, работавшие в его суде, такие как Джон Филпот Карран, с теплотой вспоминали «великого лорда Лиффорда» после его смерти и называли его образцом для подражания для других судей.

## Семья
Лорд Лиффорд был дважды женат. Около 1749 года в Эссексе он женился первым браком на Мэри Рис Уильямс (ок. 1728—1765), дочери преподобного Райса (или Прайса) Уильямса, архидьякона Кармартена. Дети от первого брака:
- Преподобный Джеймс Хьюитт, 2-й виконт Лиффорд (27 октября 1750 — 15 апреля 1830), старший сын и преемник отца
- Достопочтенный Уильям Уильямс Хьюитт (ок. 1752 — апрель 1798)
- Достопочтенный Джозеф Хьюитт (ок. 1754 — 1 апреля 1794), адвокат и судья
- Преподобный Джон Хьюитт (ок. 1756 — 14 мая 1804), декан Клойна

15 декабря 1766 года в Сент-Джайлс-Филдс, Холборн, Лондон, виконт Лиффорд вторично женился на Амброзии Бейли (? — 26 марта 1807), дочери преподобного Чарльза Бейли и Элизабет Бек. Дети от второго брака:
- Достопочтенный Джордж Хьюитт (? — 22 февраля 1792)
- Достопочтенная Амброзия Хьюитт
- Достопочтенная Элизабет Хьюитт

Джеймс Хьюитт скончался 28 апреля 1789 года в Дублине, графство Дублин, Ирландия. Ему наследовал его старший сын от первого брака, Джеймс Хьюитт, 2-й виконт Лиффорд (1750—1830).